# Selección femenina de baloncesto de Inglaterra
La selección femenina de baloncesto de Inglaterra representa a Inglaterra en competiciones internacionales de baloncesto. El equipo está organizado por England Basketball, el organismo rector del deporte en Inglaterra. En 2005 Inglaterra, junto con el Basketball Scotland y sus homólogos de Gales combinó sus fuerzas para formar la selección femenina de baloncesto de Gran Bretaña, con el objetivo de formar un equipo competitivo capaz de ganar medallas en los Juegos Olímpicos de Londres 2012.

## Juegos de la Mancomunidad

### Melbourne 2006
Los equipos masculinos y femeninos competían por primera vez como Inglaterra en un importante evento multideportivo, y fueron los primeros Juegos de la Mancomunidad en los que se presentó el baloncesto.
El equipo femenino incluía a Jane Thackray, que tuvo más de 50 apariciones internacionales. También en el equipo estaba Andrea Congreaves, una de las jugadoras más destacadas producidas por Inglaterra, así como varias jugadoras juveniles.
En el juego por la medalla de bronce, Inglaterra superó a Nigeria durante los primeros tres cuartos, pero se vio obligada a resistir una remontada cuando Nigeria anotó 29 puntos frente a los 23 de Inglaterra en el último cuarto. La máxima anotadora de Inglaterra fue Andrea Congreaves con 21 puntos, Shelly Boston anotó 14 y Rosalee Mason con 12 puntos. El partido terminó 78-75 en favor de Inglaterra, por lo que el equipo se quedó con la tercera posición.
Equipo
| - Rosalee Mason - Claire Maytham - Sally Kaznica - Kristy Lavin | - Caroline Ayres - Louise Gamman - Jo Sarjant - Andrea Congreaves | - Shelly Boston - Katie Crowley - Gillian D'Hondt - Jane Thackray |

Equipo técnico
- Entrenador - Branislav Bazany
- Entrenador asistente - Mark Clark[3]